# Karl Flach
Pour les articles homonymes, voir Flach.
Karl Flach, né le 15 août 1821 à Villmar, dans le duché de Nassau, et mort le 3 mai 1866 dans la baie de Valparaíso au Chili, était un mécanicien et ingénieur allemand. Il a conçu et construit le premier sous-marin chilien.

## Biographie
Né Johann Anton Flach, il était le fils de l’horloger Heinrich Flach et de son épouse Margaretha. Selon une autre version, découlant des études d’un de ses arrière-petits-enfants, Guillermo Stegen Ahumada, son nom de naissance était Gottfried Cornelius. Il aurait changé son identité en Karl Flach, nom d’un défunt, après son implication dans la révolution ratée de 1848 qui a tenté de renverser l’empereur.
Il a appris le métier de mécanicien. Pour ses études, il arrive à Hambourg, où il épouse en 1851 Johanna Luise Henriette Müller. Avec sa femme et son fils Heinrich (Enrique) Flach, il quitte le 3 avril 1852 le port de Hambourg sur le voilier Australia, et voyage jusqu’au Chili. Arrivant à Corral sous le nom de « Karl von Flach », il a dû renoncer à son titre de noblesse, parce que ces derniers n’existaient plus au Chili. C’est ainsi qu’il est resté dans l’histoire comme Karl August Flach.
Entre 1865 et 1866, Karl Flach a conçu et construit le sous-marin Flach, propulsé par la force des membres de l’équipage et qui était équipé de deux canons. Le sous-marin mesurait 12,5 mètres de long et 2,5 mètres de large, avec une vitesse de 2 à 3 nœuds. L’équipage était composé de Flach et de son fils Enrique, des Chiliens Adolfo Pulgar et Francisco Rodriguez, des Allemands Valentin Baum, Gustavo Maas, Augusto Warmuth, German Schmidt et Luis Grinewinke et de deux Français, totalisant 11 personnes. Le sous-marin avait été commandé car, sous la présidence de José Joaquín Pérez, le gouvernement chilien voulait s’opposer aux Espagnols dans la guerre hispano-sud-américaine, et ceux-ci risquaient d’assiéger Valparaíso. Le sous-marin, avec Karl Flach comme capitaine, a effectué plusieurs sorties d’essais en mer et de plongée réussis. Le 3 mai 1866, le sous-marin effectue une plongée sans avertissement. Le sous-marin a coulé dans la baie de Valparaíso avec son équipage de onze membres, y compris Flach lui-même et son fils de 16 ans Enrique. Les tentatives de sauvetage n’ont pas abouti.
L’épave du sous-marin aurait été retrouvée en 2018.